# Силвестер Такач
Силвестер Такач (серб. Силвестер Такач, Silvester Takač; нар. 8 листопада 1940, Джурджево) — югославський футболіст, що грав на позиції нападника.
Виступав, зокрема, за клуби «Воєводина» та «Стандард» (Льєж), а також національну збірну Югославії. Олімпійський чемпіон 1960 року і найкращий бомбардир Кубка Європейських чемпіонів 1971/72.
По завершенні ігрової кар'єри — футбольний тренер. Очолював «Льєж», «Сошо», «Расінг» (Париж), «Кретей», «Ніццу», «Раджу» (Касабланка) та «Сфаксьєн».

## Клубна кар'єра
Народився в бідній русинській сім'ї. Рано втратив батьків: батько загинув у фашистському полоні в 1942 році, а мати померла від хвороби. У Силвестера було вісім братів і сестер. У п'ять років він переїхав з родичами в Нові-Сад, де закінчив основну школу і навчився на кравця, а потім з відзнакою закінчив Вищу школу економіки. В середній школі вже зацікавився футболом і записався в юніорську секцію «Воєводини».
Талант Силвестера помітили Миливоє Дракулич і Франьйо Хирман, які призначили його капітаном юнацького складу «Воєводини». Під керівництвом юного русина команда здобувала перемоги на різноманітних міжнародних турнірах, а сам він успішно грав на всесоюзних змаганнях з 1954 по 1958 роки.
У 1958 році він вперше дебютував в основному складі команди, за яку зіграв 426 ігор і забив 245 м'ячів (з них 182 ігри і 62 голи в чемпіонаті Югославії), а в сезоні 1965/66 вперше приніс їй титул чемпіона країни. Незабаром він вивів команду в 1/4 фіналу Кубка європейських чемпіонів, ставши кращим бомбардиром клубу з 4 голами.
Талановитим гравцем зацікавилися іноземні команди, особливо після драматичного поєдинку проти іспанського «Атлетіко Мадрид», коли саме гол Такача і приніс перемогу «Воєводині». На початку 1967 року югославський гравець поїхав у французький «Ренн», через що не зміг зіграти далі в Кубку європейських чемпіонів. Хоча його клуб обіграв вдома шотландський"Селтік" з рахунком 1:0, в гостях шотландці взяли реванш 2:0, а згодом і виграли Кубок. У складі «Ренна» зіграв за два з половиною сезони 85 ігор в Лізі 1 і забив 37 голів.
1969 року перейшов до бельгійського «Стандарда» (Льєж), у складі якого Такач провів 5 років і завершив кар'єру в 1974 році. Зі «Стандардом» йому вдалося двічі виграти чемпіонат Бельгії (1970 та 1971), двічі вийти у фінал Кубка і стати найкращим бомбардиром Кубка європейських чемпіонів 1971/72 з п'ятьма м'ячами.

## Виступи за збірну
Ще в часи ігор за юнацький склад «Воєводини» Сильвестр виступав за юнацькі та молодіжні збірні Югославії: в його активі два матчі за юнацьку команду і один за молодіжну.
10 квітня 1960 року дебютував в офіційних іграх у складі національної збірної Югославії в матчі проти збірної Ізраїлю у кваліфікації до Олімпіади. Зустріч завершилася перемогою югославів з рахунком 2:1. На Олімпіаді в Римі Силвестер зі своєю командою став олімпійським чемпіоном, а через чотири роки взяв участь і в Олімпіаді в Токіо.
Останню гру у складі збірної зіграв 18 вересня 1966 року в товариському поєдинку проти збірної СРСР. Його команда поступилася 1:2, а сам він поступився місцем своєму товаришеві Джемалудину Мушовичу у перерві (примітно, що Мушович забив єдиний гол у тій зустрічі). Протягом кар'єри у національній команді, яка тривала 7 років, провів у формі головної команди країни лише 15 матчів, забивши 2 голи.

## Кар'єра тренера
Завершивши кар'єру гравця, Силвестер закінчив футбольну академію Зеппа Гербергера і отримав дипломи тренера та професійного інструктора з футболу. У 1975 році Такач очолив маловідомий «Констанц», де був до 1978 року. Потім з 1979 по 1982 роки він перебував біля керма бельгійського «Льєжа», а з 1982 по 1984 роки був помічником тренера в «Кельні».
У сезоні 1984/85 Такач очолив «Сошо», який на короткий час залишив у 1985 році (тоді він керував паризьким «Расінгом»). За час відсутності Такача «Сошо» встиг вилетіти в Дивізіон 2, однак після його повернення повернувся в еліту. У тому ж сезоні клубу вдалося вийти у фінал Кубка Франції 1988 року, який він програв по пенальті «Мецу». Протягом наступних двох сезонів Такач з командою займав 4-е місце, а потім і брав участь в Кубку УЄФА.
У 1994 році Такач покинув клуб, а в 1996 році спочатку прийшов в «Кретей», а потім очолив «Ніццу», з якою виграв у 1997 році кубок Франції. Тимчасово Силвестера відсторонили від роботи після вильоту команди з Лазурного берега в Лігу 2, але незабаром він повернувся (втім, знову ненадовго).
Завершив кар'єру тренера Такач в Північній Африці, де тренував марокканський «Раджа» (Касабланка) і туніський «Сфаксьєн».

## Титули і досягнення

### Командні
- Чемпіон Югославії (1):

«Воєводина»: 1965–66
- Чемпіон Бельгії (2):

«Стандард» (Льєж): 1969–70, 1970–71
- Олімпійський чемпіон (1):

Югославія: 1960

### Особисті
- Найкращий бомбардир Кубка європейських чемпіонів: 1971–72 (5 голів)

### Тренерські
- Володар Кубка Франції (1):

«Ніцца»: 1996–97